# Euchromia paula
Euchromia paula är en fjärilsart som beskrevs av Johannes Karl Max Röber 1887. Euchromia paula ingår i släktet Euchromia och familjen björnspinnare. Inga underarter finns listade i Catalogue of Life.